# كيفن إل. جاكسون
كيفن إل. جاكسون (بالإنجليزية: Kevin L. Jackson)‏ هو مؤلف وضابط أمريكي، ولد في 1955 في أتلانتا في الولايات المتحدة.